# Cymindis angustior
Cymindis angustior es una especie de coleóptero de la familia Carabidae.

## Distribución geográfica
Habita en Kirguistán.